# Иванов, Георгий Иванович
Гео́ргий Ива́нович Ивано́в (1912, Новочеркасск — 1943, Северный Кавказ, СССР) — советский футболист, защитник и полузащитник.

## Карьера
В футбол начал играть в 1928 году в родном Новочеркасске в клубной команде СТС. Позже выступал за новочеркасское и горловкое «Динамо». С 1936 по 1940 год выступал за сталинградский «Трактор». В 1941 году, вместе со знаменитой тройкой нападающих «Трактора»: Проценко — Пономарёв — Проворнов, перешёл в команду «Профсоюзы-1», за которую успел сыграть два матча. С первых дней войны попал на фронт, где погиб в 1943 году.

## Позиция на поле и стиль игры
Выступал на позиции центрального защитника и центрального полузащитника. Быстрый, жёсткий в единоборствах, умело вёл борьбу за верховые мячи, отличался нацеленными передачами. Считался одним из лучших в предвоенные годы центральных защитников страны.
Вот как вспоминал о Иванове старший тренер сталинградского «Трактора» Юрий Ходотов:
Прекрасный атлет, высокий, стройный, сильный, он был в команде «королём воздуха». Его умение бороться за верховые передачи с нападающими противника перед воротами было очень ценным. Кроме того, Иванов, как никто другой, умел длинными нацеленными передачами послать мяч из своей зоны на фланги, на ход своим крайним нападающим
.

## Статистика
| Команда              | Сезон | Чемпионат | Чемпионат | Чемпионат | Кубок | Кубок | Итого | Итого |
| Команда              | Сезон | Уров.     | Игры      | Голы      | Игры  | Голы  | Игры  | Голы  |
| -------------------- | ----- | --------- | --------- | --------- | ----- | ----- | ----- | ----- |
| Дзержинец-СТЗ        | 1936  | IV        | 2*        | 0*        | 3     | 0     | 5*    | 0*    |
| Трактор (Сталинград) | 1937  | IV        | 10        | 0         | 2     | 0*    | 12    | 0*    |
| Трактор (Сталинград) | 1938  | I         | 18        | 0         | 0     | 0     | 18    | 0     |
| Трактор (Сталинград) | 1939  | I         | 21        | 0         | 1     | 0     | 22    | 0     |
| Трактор (Сталинград) | 1940  | I         | 18        | 0         | —     | —     | 18    | 0     |
| Трактор (Сталинград) | Итого | Итого     | 67        | 0         | 3     | 0*    | 70    | 0*    |
| Профсоюзы-1          | 1941  | I         | 2         | 0         | —     | —     | 2     | 0     |
| Всего                | Всего | Всего     | 71        | 0*        | 6     | 0*    | 77    | 0*    |

Примечание: знаком * отмечены ячейки, данные в которых возможно больше указанных.